# Delahaye Type 20
Der Delahaye Type 20 ist ein frühes Pkw-Modell. Hersteller war Automobiles Delahaye in Frankreich.

## Beschreibung
Die Fahrzeuge wurden zwischen 1904 und 1906 hergestellt. 1904 und 1905 war es jeweils auf dem Pariser Autosalon ausgestellt. Nachfolger wurde der Delahaye Type 28.
Der Zweizylinder-Ottomotor war in Frankreich mit 8–10 CV eingestuft. Er hat 92 mm Bohrung, 110 mm Hub und 1462 cm³ Hubraum. Er leistet 8 bis 10 PS. Er ist vorn im Fahrgestell eingebaut und treibt – erstmals bei Delahaye – über eine Kardanwelle die Hinterachse an. Die Spurweite vorn betrug vorn 1200 mm und hinten 1300 mm. Der Radstand war abhängig vom Aufbau und konnte 2000 mm oder 2500 mm betragen.
Zumindest ab Dezember 1905 waren zwei verschieden lange Fahrgestelle lieferbar. Bekannt sind die Karosseriebauformen Tonneau, Coupé und Doppelphaeton. 45 km/h Höchstgeschwindigkeit sind möglich. Bei Fahrzeugen mit langem Radstand und schwerem Aufbau war die Höchstgeschwindigkeit noch 30 km/h und beim ebenfalls erhältlichen kleinem Lieferfahrzeug waren es noch 20 km/h.
Es ist nicht bekannt, wie viele Fahrzeuge entstanden.